# 浄化槽設備士に関する省令
浄化槽設備士に関する省令（じょうかそうせつびしにかんするしょうれい）は、1984年（昭和59年）12月28日に、日本国の浄化槽法に基づき建設省令第17号として公布された省令である。浄化槽設備士の資格を規定している。